# قائمة الأحزاب السياسية في جزر المالديف
الأحزاب السياسية في جزر المالديف تم العمل بها عندما صوت برلمان المالديف بالإجماع على إنشاء نظام متعدد الأحزاب في 2 يونيو 2005م. جاء هذا بعد عقود من الحكم الإستبدادي. قبل هذا لم يكن العمل بالأحزاب السياسية مسموحًا في المالديف.

## القائمة

### برلمانية
| الحزب | الحزب | الحزب                                                                            | القائد              | تاريخ التأسيس | النواب | السياسة                                             |
| ----- | ----- | -------------------------------------------------------------------------------- | ------------------- | ------------- | ------ | --------------------------------------------------- |
| MDP   |       | الحزب الديمقراطي المالديفي ދިވެހިރައްޔިތުންގެ ޑިމޮކްރެޓިކް ޕާޓީ Dhivehira yitunge dimokretik pati | محمد نشيد           | 2005          | 65     | محافظة ليبرالية الإسلام والديمقراطية                |
| JP    |       | الحزب الجمهوري ޖުމްހޫރީ ޕާޓީ Jumhooree pati                                            | قاسم إبراهيم        | 2008          | 5      | ليبرالية اقتصادية محافظة اجتماعية ديمقراطية إسلامية |
| PPM   |       | حزب المالديف التقدمي ޕްރޮގްރެސިވް ޕާޓީ އޮފް މޯލްޑިވްސް                                          | عبد الله يمين       | 2011          | 5      | إسلام سياسي سياسة محافظة قومية                      |
| PNC   |       | المؤتمر الشعبي الوطني ޕީޕަލްސް ނެޝެނަލް ކޮންގްރެސް                                            | عبد الرحمن عبد الله | 2019          | 3      | سياسة محافظة إسلام سياسي                            |
| MDA   |       | تحالف تنمية المالديف މޯލްޑިވްސް ޑިވެލޮޕްމަންޓް އެލަޔަންސް                                         | أحمد شيام           | 2012          | 2      | ليبرالية اقتصادية إسلام سياسي                       |
| DRP   |       | حزب الشعب الديفهي ދިވެހި ރައްޔިތުންގެ ޕާޓީ Dhivehi rayyithunge pati                         | عبد الله جابر       | 2005          | 2      | سياسة محافظة شعبوية الإسلام والديمقراطية            |

### خارج البرلمان
| الحزب | الحزب | الحزب                                                                 | القائد             | تاريخ التأسيس | السياسة                                    |
| ----- | ----- | --------------------------------------------------------------------- | ------------------ | ------------- | ------------------------------------------ |
| AP    |       | حزب العدالة ޢަދާލަތު ޕާޓީ Adhaalath pati                                    | شيخ عمران عبد الله | 2005          | سياسة محافظة إسلاموية الإسلام والديمقراطية |
| MRM   |       | حركة الإصلاح މޯލްޑިވްސް ރިފޯމް މޫވްމެންޓް                                          | مأمون عبد القيوم   | 2019          | سياسة محافظة شعبوية الإسلام والديمقراطية   |
| MLSDP |       | حزب العمال الاشتراكي الديمقراطي المالديفي މޯލްޑިވްސް ލޭބަރ އެންޑް ސޯޝަލް ޑިމޮކްރެޓިކް ޕާޓީ | أحمد شهام          | 2019          | ديمقراطية اجتماعية                         |
| MTWD  |       | Maldives Third Way Democrats މޯލްޑިވްސް ތަރޑް ވޭ ޑިމޮކެރެޓްސް                       | أحمد أديب          | 2018          | طرف خارجي                                  |

## حل الأحزاب

### قانون الأحزاب الجديد
في 12 مارس 2013، صدّق الرئيس وحيد على قانون أحزاب جديد، تم على إثره حل عددًا من الأحزاب السياسية. قائمة الأحزاب المنحلة بموجب القانون الجديد:
| الحزب | الحزب | الحزب                                                        | القائد (في ذلك الوقت) | تاريخ التأسيس | السياسة                       |
| ----- | ----- | ------------------------------------------------------------ | --------------------- | ------------- | ----------------------------- |
| PA    |       | تحالف الشعب ޕީޕަލްސް އެލަޔަންސް                                       | أحمد ناظم             | 2008          |                               |
| DQP   |       | الحزب الوطني المالديفي ދިވެހި ޤައުމީ ޕާޓީ                            | حسن سعيد              | 2009          |                               |
| GIP   |       | حزب الوحدة الوطنية ޤައުމީ އިއްތިޚާދު Gaumee itthihaad                | محمد وحيد حسن مانيك   | 2008          | ديمقراطية اجتماعية بيئوية     |
| IDP   |       | الحزب الإسلامي الديمقراطي އިސްލާމިކް ޑިމޮކްރެޓިކް ޕާޓީ                    | حسن زارير             | 2005          | إسلاموية الإسلام والديمقراطية |
| MSDP  |       | الحزب الديمقراطي الاشتراكي المالديفي ދިވެހިރައްޔިތުންގެ ސޯޝަލް ޑިމޮކްރެޓިކް ޕާޓީ | ريكو إبراهيم مانيك    | 2006          |                               |
| PP    |       | حزب الشعب ޕީޕަލްސް ޕާޓީ                                            | إبراهيم رياز          | 2007          |                               |
| MNC   |       | المؤتمر الوطني މޯލްޑިވިއަން ނެޝަނަލް ކޮންގްރެސް                             | علي أمجد (نائب)       | 2007          |                               |
| SLP   |       | الحزب الليبرالي الاجتماعي ސޯޝަލް ލިބަރަލް ޕާޓީ                        | مازلان رشيد           | 2007          | ليبرالية اجتماعية             |
| MLP   |       | حزب بوفرتي ألفيتنغ މޯލްޑިވިއަން ލޭބަރ ޕާޓީ                             | أحمد موسى (نائب)      | 2008          | اشتراكية                      |
| MRM   |       | حركة الإصلاح المالديفي މޯލްޑިވްސް ރިފޯމް މޫވްމަންޓް                       | محمد مونافارو         | 2011          |                               |

## وصلات خارجية
- سجل الأحزاب السياسية في جمهورية جزر المالديف للانتخابات.